# Mościska (Varsovie-ouest)
Pour les articles homonymes, voir Mościska.
Mościska [mɔɕˈt͡ɕiska] est un village polonais, situé dans la gmina d'Izabelin de la Powiat de Varsovie-ouest dans la voïvodie de Mazovie dans le centre-est de la Pologne.
Il se situe à environ 4 kilomètres au sud-est d'Izabelin (chef-lieu), 9 kilomètress au nord-est de Ożarów Mazowiecki et à 12 kilomètres au nord-ouest de Varsovie.
Le village a une population de 442 habitants en 2000.